# Киф, Брайан
Брайан Джей Киф (англ. Brian J. Keefe, род. 1976, Уинчестер, Массачусетс) — американский баскетбольный тренер. В настоящее время является главным тренером команды НБА «Вашингтон Уизардс». 

## Ранние годы
Брайан Киф родился в Уинчестере, штат Массачусетс.
Будучи атакующим защитником в старшей школе, он был лучшим бомбардиром средней школы Винчестера за всю историю, набирая в среднем 28 очков за игру, а его рекорд в 1163 очка продержался 24 года, пока не был побит в 2018 году. Киф был включен в Зал славы Спортивного фонда Винчестера в 2004 году.
Киф начал свою студенческую игровую карьеру в Калифорнийском университете в Ирвайне, где был назначен капитаном команды на втором курсе и включён во вторую сборную конференции в сезоне 1995/1996 после того, как возглавил команду по количеству очков. После перевода в УНЛВ на последние два сезона Киф помог команде выиграть турнир Западной спортивной конференции и получить место в NCAA. Он был включён в сборную турнира конференции после того, как забросил рекордные для турнира 13 трёхочковых. Во время своего последнего сезона (1998/1999) Киф был назначен капитаном команды и помог привести УНЛВ к участию в Национальном пригласительном турнире.

## Карьера тренера

### Ранняя карьера
Киф начал свою тренерскую карьеру в качестве ассистента в Университете Южной Флориды в сезоне 2000/2001, прежде чем его пригласили стать помощником тренера Макса Гуда в Университете Брайанта в Смитфилде, штат Род-Айленд, на четыре сезона (2001–2005). В своем последнем сезоне он помог «Бульдогс» выиграть поездку на чемпионат второго дивизиона.

### Карьера в НБА
Киф начал свою карьеру в профессиональном баскетболе в команде «Сан-Антонио Спёрс», где работал видеокоординатором под руководством главного тренера Грегга Поповича, и выиграл перстень в рамках чемпионства «Спёрс» в 2007 году.
Киф был выбран бывшим помощником генерального менеджера «Спёрс» Сэмом Прести и бывшим помощником тренера «Спёрс» Пи Джей Карлесимо, чтобы присоединиться к ним в новообразованной команде «Оклахома-Сити Тандер». Он присоединился к команде в качестве помощника тренера 23 августа 2007 года, когда команда еще называлась «Сиэтл Суперсоникс». Он стал лидером команды по результативности, отвечая за развитие молодого состава команды, включая их драфт-пики Кевина Дюранта, Рассела Уэстбрука и Джеймса Хардена. Все трое впоследствии стали MVP лиги. В 2010 году Киф стал координатором защиты «Тандер».
После семи лет в «Тандер» Киф присоединился к «Нью-Йорк Никс» в качестве помощника главного тренера и бывшего игрока «Тандер» Дерека Фишера и президента команды Фила Джексона, где сосредоточился на защите и развитии тогдашнего новичка Кристапса Порзиньгиса.
В августе 2016 года Киф был принят на работу в тренерский штаб «Лос-Анджелес Лейкерс» в качестве помощника главного тренера Люка Уолтона и стал координатором защиты команды в 2017 году. Киф был востребован за свою способность развивать игроков в топ-талант и стал ответственным за развитие команды, включая Брэндона Ингрэма. В свой первый год в качестве координатора защиты Киф вывел команду на 12-е место в защите (годом ранее команда заняла 30-е место).
В июле 2019 года Киф вернулся в тренерский штаб «Оклахома-Сити Тандер», чтобы возглавить лидером защиты под руководством главного тренера Билли Донована и взять на себя ответственность за развитие Шея Гилджеса-Александера.
3 августа 2021 года Киф был нанят в качестве помощника тренера «Бруклин Нетс», где он руководил защитой. В мае 2023 года он покинул «Нетс».
В июле 2023 года Киф был нанят в качестве помощника тренера «Вашингтон Уизардс», а 25 января 2024 года «Уизардс» объявили Кифа исполняющим обязанности главного тренера после того, как Уэс Анселд младший был освобожден от своих тренерских обязанностей. 29 мая «Уизардс» объявили, что Киф был назначен 26-м главным тренером в истории франшизы.

## Результат в качестве тренера
| Команда           | Сезон      | G   | W  | L  | W–L% | Итог                          | PG | PW | PL | Результат     |
| ----------------- | ---------- | --- | -- | -- | ---- | ----------------------------- | -- | -- | -- | ------------- |
| Вашингтон Уизардс | 2023/24    | 39  | 8  | 31 | .205 | 5-е в Юго-Восточном дивизионе | —  | —  | —  | не участвовал |
| Вашингтон Уизардс | 2024/25    | 82  | 18 | 64 | .220 | 5-е в Юго-Восточном дивизионе | —  | —  | —  | не участвовал |
| За карьеру        | За карьеру | 121 | 26 | 95 | .215 | —                             | —  | —  | —  | —             |